# La Gineta
La Gineta és un municipi de la província d'Albacete, que es troba a 19 km de la capital de la província. El 2006 tenia 2.189 habitants.
És un poble eminentment agrícola, amb cultius de secà i, actualment també de regadiu extensiu. En el seu moment eren famoses les llentilles de La Gineta.
En aquesta població es va desenvolupar des de la segona meitat del segle xx una petita activitat industrial basada en la fabricació de cadires.

## Demografia
| 1996  | 1998  | 1999  | 2000  | 2001  | 2002  | 2003  | 2004  | 2005  | 2006  |
| ----- | ----- | ----- | ----- | ----- | ----- | ----- | ----- | ----- | ----- |
| 2.083 | 2.065 | 2.064 | 2.043 | 2.052 | 2.072 | 2.081 | 2.114 | 2.141 | 2.189 |

## Administració
| Període      | Nom de l'alcalde/-essa     | Partit polític                        | Data de possessió |
| ------------ | -------------------------- | ------------------------------------- | ----------------- |
| 1979 - 1983  | Don.Zoilo Mondéjar Medrano | (UCD) Primer Alcalde de la Democràcia | 19/04/1979        |
| 1983 - 1987  | Marcial Hidalgo Ambrona    | PP                                    | 28/05/1983        |
| 1987 - 1991  | Enrique Pardo López        | PSOE                                  | 30/06/1987        |
| 1991 - 1995  | Enrique Pardo López        | PSOE                                  | 15/06/1991        |
| 1995 - 1999  | Enrique Pardo López        | PSOE                                  | 17/06/1995        |
| 1999 - 2003  | Enrique Pardo López        | PSOE                                  | 03/07/1999        |
| 2003 - 2007  | Antonio Belmonte Moraga    | PSOE                                  | 14/06/2003        |
| 2007 - 2011  | Antonio Belmonte Moraga    | PSOE                                  | 16/06/2007        |
| 2011 - 2015  | n/d                        | n/d                                   | 11/06/2011        |
| 2015 - 2019  | n/d                        | n/d                                   | 13/06/2015        |
| 2019 - 2023  | n/d                        | n/d                                   | 15/06/2019        |
| Des del 2023 | n/d                        | n/d                                   | 17/06/2023        |

## Entitats de població
La Grajuela és una aldea d'aquest municipi que es troba 5,8 km a l'est del municipi, al mig d'una zona de conreus de regadiu extensiu. Altres llocs propers són El Villar (6,1 km) i Casa Zapata (7,2 km).